# اچ‌ام‌اس ویجیلنت (۱۷۷۷)
اچ‌ام‌اس ویجیلنت (۱۷۷۷) (به انگلیسی: HMS Vigilant (1777)) یک کشتی بود که طول آن ۱۲۲ فوت ۶ اینچ (۳۷٫۳ متر) بود. این کشتی در سال ۱۷۷۷ ساخته شد.